# Steckboden

0215 laut FEFCO-Code

Der Steckboden ist eine Bodenvariante bei Faltschachteln, die aus Karton, Wellpappe oder Kunststoff gefertigt werden. Er besteht bei einer rechteckigen Grundfläche aus vier Laschen, die nach dem Aufrichten des Grundkörpers so ineinander gesteckt werden, dass sie sich gegenseitig halten. Der Boden kann dann zwar von unten eingedrückt werden, um die Laschen gegebenenfalls wieder zu entriegeln, aber von oben bildet sich eine sehr belastbare Bodenfläche. Man kann also sagen, dass die Stabilität des Bodens zu einem großen Teil durch die Belastung durch das Packgut herrührt. Es gibt auch eine Variante für Faltschachteln mit einer sechseckigen Grundfläche.

## Verwendung
- im ECMA-Code A5520
- im FEFCO-Code 0215

## Weitere Bezeichnungen
In einigen Gegenden ist der Steckboden auch unter dem Begriff Schwedischer Boden bekannt.

## Vorteil
Die Konstruktion hat nur eine einfache Längsnahtklebung.

## Nachteil
Der Boden richtet sich nicht automatisch auf, sondern muss gesteckt werden.